# Sancourt, Somme
Sancourt là một xã ở tỉnh Somme, vùng Hauts-de-France, Pháp.

## Địa lý
Thị trấn này có cự ly khoảng 38 dặm Anh về phía đông của Amiens, in the far về phía đông nam của tỉnh, bên hai bờ sông Somme và trên đường D937.

## Dân số
| 1962                                                  | 1968 | 1975 | 1982 | 1990 | 1999 |
| ----------------------------------------------------- | ---- | ---- | ---- | ---- | ---- |
| 257                                                   | 294  | 273  | 310  | 317  | 279  |
| Số liệu dân số từ năm 1962, dân số không tính hai lần |      |      |      |      |      |